# Misty Nunatak
Misty Nunatak är en nunatak i Antarktis. Den ligger i Sydshetlandsöarna. Argentina, Chile och Storbritannien gör anspråk på området. Toppen på Misty Nunatak är 239 meter över havet.
Terrängen runt Misty Nunatak är huvudsakligen kuperad, men åt sydost är den platt. Havet är nära Misty Nunatak åt sydost. Trakten är glest befolkad. Närmaste befolkade plats är Commandante Ferraz Station, 6,8 kilometer öster om Misty Nunatak. 